# ناتئ إكليلي للفك السفلي
في علم تشريح الإنسان، النَّاتِئُ الإِكْليلانيّ أو الناتئ الإكليلي أو الناتئ الإكليلي للفك أو الناتئ المخروطي (بالإنجليزية: coronoid process)‏  أو الناتئ الإكليلي للفك السفلي (بالإنجليزية: coronoid process of the mandible)‏ هو نتوء مثلثي الشكل حده الأمامي محدب، حوافه الخلفية مقعرة، سطحه الجانبي أملس.

## أهميته
ترتكز العضلة الصدغية على حافته الذروية.

## كسور الناتئ المنقاري
تعتبر كسور الفك السفلي من الإصابات الشائعة، ومع ذلك فإن كسور النتوء المنقاري نادرة جدًا، لأنها محمية من الناحية التشريحية بواسطة القوس الوجني والعضلات المرتبطة بها.

## صور إضافية

موضع الناتئ المنقاري في الجمجمة (كما هو موضح باللون الأحمر). الرسوم المتحركة.
موضع الناتئ المنقاري في الفك السفلي (كما هو موضح باللون الأحمر). الرسوم المتحركة.
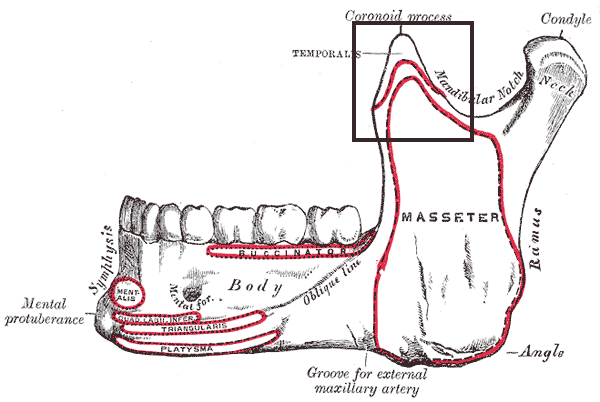
صورة خارجية للفك السفلي. الناتئ المنقاري ضمن المربع الأسود
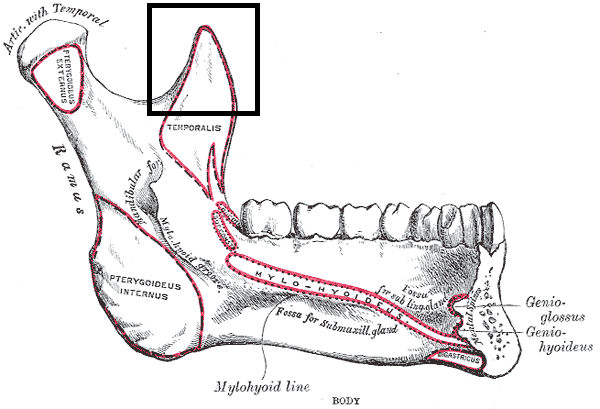
صورة داخلية للفك السفلي، الناتئ المنقاري ضمن المربع الأسود
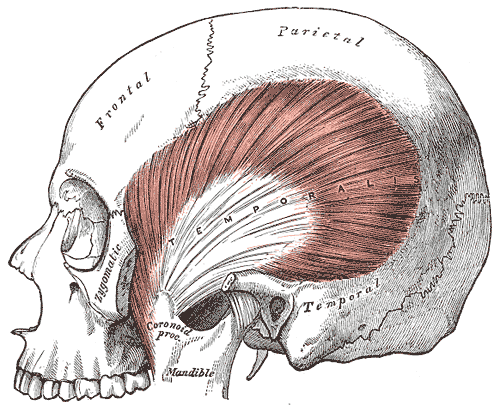
صورة للعضلة الصدغية
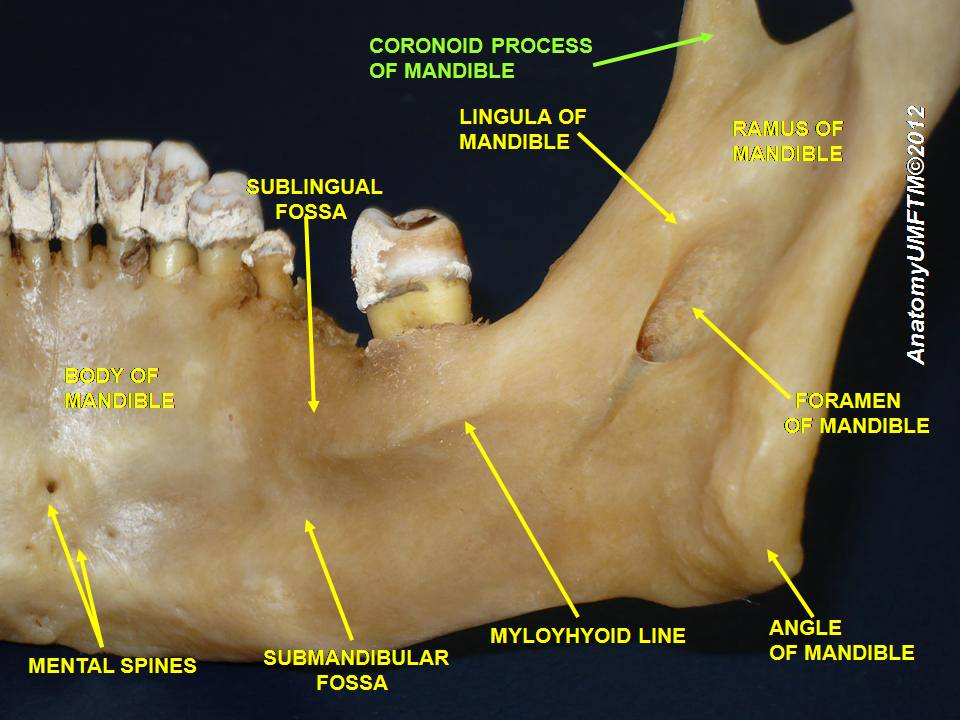
صورة داخلية للفك السفلي. الناتئ المنقاري باللون الأخضر
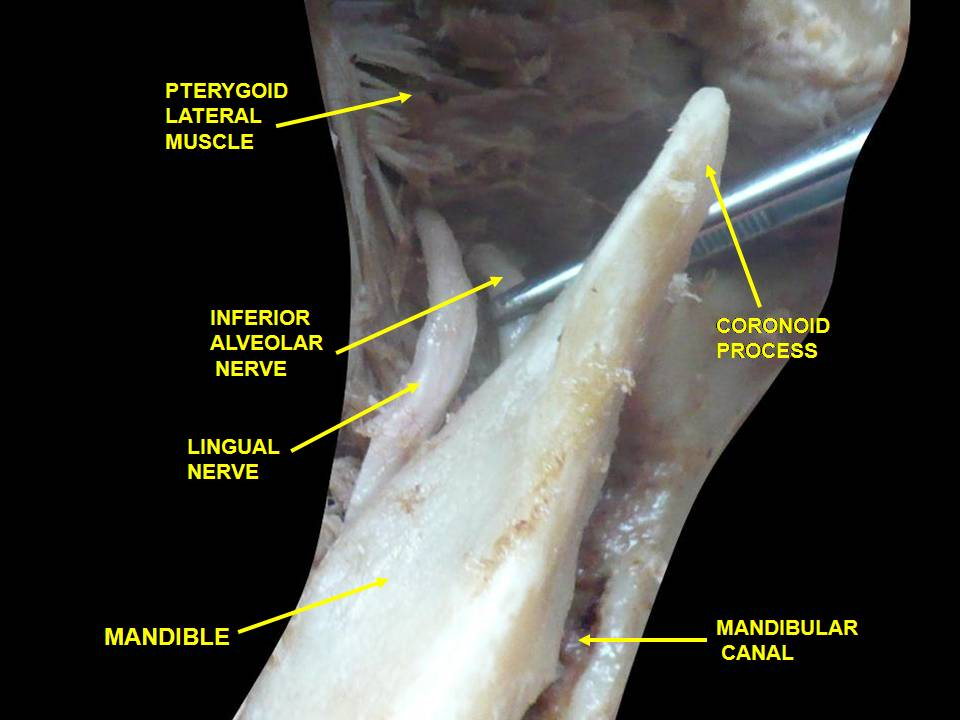
صورة أمامية، تشريح عميق. العصب والعظام للفك السفلي

## روابط خارجية
- درسٌ تشريحي حول lesson1 مُعدٌ بواسطة ويسلي نورمان (جامعة جورجتاون).
- صور تشريحية:22:os-1006 في مركز داونستيت الطبي التابع لجامعة نيويورك - "Osteology of the Skull: Mandible of Intact Skull"